# Delias albertisi
Delias albertisi är en fjärilsart som beskrevs av Charles Oberthür 1880. Delias albertisi ingår i släktet Delias och familjen vitfjärilar. Inga underarter finns listade i Catalogue of Life.